# Burnett-Syndrom
Das Burnett-Syndrom, auch als Milch-Alkali-Syndrom bezeichnet, ist eine nach dem amerikanischen Arzt Charles Hoyt Burnett (1913–1967) benannte Calcium-Stoffwechselstörung infolge eines Überangebotes an leicht resorbierbaren Alkalien (z. B. als Bicarbonate) und Calcium (z. B. über Milch).
Klinisch äußert sich das Burnett-Syndrom mit Übelkeit und Erbrechen, Schwindelgefühl und Gangstörungen (Ataxie). Es kommt zu einer Alkalose, zu einem Anstieg des Kalzium-Gehalts im Blut (Hyperkalzämie) ohne vermehrte Kalziumausscheidung über den Urin und ohne Abfall des Phosphatgehalts im Blut. Der erhöhte Calciumspiegel führt zu einer Kalzinose mit Kalksalzablagerungen in die Bindehaut, unter Umständen auch in die Hornhaut („Bandkeratitis“ der Lidspalte), sowie in die Nierenkanälchen mit der Gefahr der Ausbildung einer Niereninsuffizienz.

## Historisches
1915 wurde erstmals durch Bertram Sippy eine Behandlung des Magengeschwürs eingeführt. Diese bestand in der stündlichen Einnahme von Milch, Sahne und Alkalipulver. Diese Therapie führte zu einer Besserung der Symptome, erbrachte aber keine Heilung. Nach Einführung der Milch-Alkali-Behandlung wurden zunehmend schwere Nebenwirkungen berichtet, insbesondere Nierenversagen, Alkalose und Hypercalciämie. Besonders häufig traten diese Nebenwirkungen bei Männern mit Magengeschwür auf. Es wurden sogar Todesfälle beschrieben. Mit der Einführung besserer Therapiemöglichkeiten des Magen- und Zwölffingerdarmgeschwürs ist die Häufigkeit des Milch-Alkali-Syndroms zunächst zurückgegangen.
In den letzten 15 Jahren nimmt die Zahl der Erkrankungen aber wieder zu, insbesondere bei Frauen, die zur Vorbeugung oder Behandlung der Osteoporose mehr als die empfohlene Dosis von 1200 bis 1500 mg an Calcium pro Tag zu sich nehmen.

## Pathogenese
Die metabolische Alkalose stimuliert den Calciumtransport in den Nierenkanälchen. Dies führt zusammen mit einem vermehrten Angebot an Calcium zu einem Anstieg des Calciumspiegels im Blut. Die Hypercalciämie führt zu einer Verengung der Blutgefäße (Vasokonstriktion) in der Niere, die Nierenleistung nimmt ab, und damit die Fähigkeit der Niere, überschüssiges Calcium auszuscheiden. Der Spiegel des Nebenschilddrüsenhormons (Parathormon) sinkt ab. Bei chronischem Verlauf kann es zu Kalkablagerungen in den Geweben, insbesondere in der Niere, kommen.

## Diagnose
Wichtigster Hinweis ist eine Vorgeschichte mit erhöhter Einnahme von Calcium und Alkalisalzen. Die Labordiagnostik ergibt einen erhöhten Calciumspiegel (Hypercalciämie), eine metabolische Alkalose und eine eingeschränkte Nierenfunktion. Beim klassischen Milch-Alkali Syndrom aufgrund massiver Zufuhr von Milch und Alkali ist der Phosphatspiegel erhöht (Hyperphosphatämie), beim „modernen“ Milch-Alkali Syndrom aufgrund zu hoher Dosierung von Calciumcarbonat ist der Phosphatspiegel in der Regel normal. Das Parathormon ist erniedrigt. Häufig besteht ein Volumenmangel.

## Therapie
Beendigung der Calcium-Zufuhr und intravenöse Infusion physiologischer Kochsalzlösung führt zu einer Abnahme der Calciumaufnahme im Nierentubulus-System (durch Hemmung der passiven tubulären Rückresorption) und so zu einer raschen Normalisierung der Calcium-Spiegel.